# Taux journalier moyen
Le taux journalier moyen (souvent abrégé en TJM) est utilisé par des sociétés de services en ingénierie informatique (ESN), mais aussi plus largement par les entrepreneurs freelance. Il s'agit du montant qui sera facturé à la société cliente pour une journée de prestation.

## Contexte
Le taux journalier moyen peut se distinguer de la tarification au forfait, c'est-à-dire un prix fixe concernant une ou un ensemble de prestation. Contrairement au forfait, la société ou le freelancer en TJM facture en temps/homme passé, que la prestation soit réalisée dans sa globalité ou non.
Le taux journalier moyen peut aussi être décomposé en demi-journée ou en heures passées. Si certains peuvent s'accorder sur une moyenne de TJM, notamment dans le secteur de l'informatique, celui-ci peut fortement évoluer selon le type de service, de prestataire ainsi que de son niveau de qualification, de son appartenance ou non à une structure, etc.